# کریستین دیاز
کریستین دیاز (انگلیسی: Christian Díaz؛ زادهٔ ۱۲ مهٔ ۱۹۷۶) بازیکن فوتبال اهل آرژانتین است.
از باشگاه‌هایی که در آن بازی کرده‌است می‌توان به باشگاه ورزشی رئال مایورکا، باشگاه فوتبال آلباسته بالومپیه، باشگاه فوتبال آرسنال ساراندی، باشگاه فوتبال لوانته، باشگاه فوتبال اودینزه، باشگاه اتلتیکو ایندپندینته، باشگاه فوتبال آلمریا، و باشگاه فوتبال اتلتیکو هوراکان اشاره کرد.